# Nederlandse schoonheidspostduif

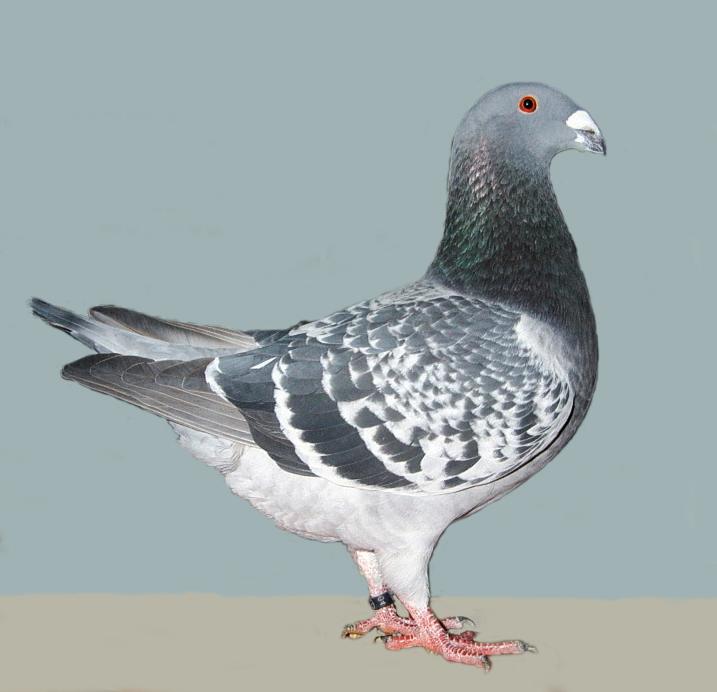
Nederlandse schoonheidspostduif

De Nederlandse schoonheidspostduif (N.S.P.) behoort tot de duiven en tortelduiven en is ingedeeld bij de vormduiven.

## Geschiedenis
De geschiedenis van de N.S.P. is onlosmakelijk verbonden met de geschiedenis van de vliegpostduif. De postduif als ras is een Belgische creatie en als zodanig in het begin van de 19e eeuw in België ontstaan. Tal van sierduivenrassen zoals meeuwen, carriers, kroppers, Luikse barbetten, diverse tuimelaarsoorten etc. hebben aan de vorming bijgedragen.
Aan de nog steeds voorkomende jabots, bekousde voeten en een enorm scala aan oogkleuren is die heterogene afkomst ook nu nog vast te stellen. Aan het einde van de 19e eeuw waren uit deze smeltkroes een aantal types gevormd. Deze types waren ontstaan in en rond de grote steden en waren vooral van lokale betekenis.
1. Zo kende men in Luik het zogenaamde Luikse type, deze dieren waren niet te groot, krachtig gebouwd, hadden een jabot en ronde koppen met krachtige snavels. De Luikse barbet, een ook nu nog bestaand ras, heeft duidelijk aan de wieg gestaan.
2. Het Antwerpse type was meer op de carrier gebaseerd, deze duiven waren hoger gesteld en groter met opvallende grove neuswratten.
3. Het Brusselse type was breed en kort met volle koppen en grove uitmonstering.
4. Het Gentse type werd gevormd door kroppers die gekruist werden met de Luikse kortbekken.

Natuurlijk waren er nog meer types, maar de bovengenoemden worden als de grondleggers van de moderne postduif, zoals we die nu kennen gezien.
Grove neuswratten die, vooral met regenweer, een grote handicap vormden zijn, door selectie, nu vrijwel verdwenen.
Door de opkomst van het openbare vervoer in de 20e eeuw en de massamotorisering na de Tweede Wereldoorlog zijn die oorspronkelijke lokale rassen opgegaan in een soort allround internationale postduif. Duitsland en vooral ook Nederland hebben in die ontwikkeling een grote rol gespeeld.
Na de eeuwwisseling werden er in meerdere landen pogingen ondernomen om, met behoud van de vliegcapaciteiten, tentoonstellingspostduivenrassen te creëren. Vooral omdat de nagestreefde kopvormen veelal te extreem waren, waren deze pogingen bij voorbaat tot mislukking gedoemd. Toch hebben deze pogingen geleid tot het ontstaan van een aantal prachtige rassen. De toevoeging "Homer" bij de Engelse rassen heeft echter alleen nog een historische betekenis. Ook de Duitse "Schautaube" heeft niets meer met de "Brieftaube " gemeen.
Ook bij de postduivenfokkers leefde het verlangen om mooi en goed te combineren. 
Dit leidde reeds in 1925 tot de oprichting van de Nederlandse groep van "Gediplomeerde Keurmeesters".
Hun eerste werk was het ontwerpen van een standaard waaraan de ideale postduif moest voldoen. Deze standaard is steeds bijgesteld naarmate de postduif evolueerde. De keuring vindt plaats door middel van een puntensysteem. Voor vijf onderdelen worden punten gegeven. Oude duiven kunnen maximaal 93, jonge duiven maximaal 92,5 en late jongen maximaal 91,5 punten behalen.
Bij de overkoepelende organisatie van de postduivenfokkers (F.C.I.) zijn 36 landen en 700.000 liefhebbers aangesloten. Om de twee jaar wordt een zogenaamde Olympiade georganiseerd. Dit is een soort wereldtentoonstelling waarbij de beste prijsvliegers en de mooiste duiven van de deelnemende landen geëxposeerd worden.
Hoewel de standaard van de postduif vrijwel identiek is (voor wat betreft de lichaamsbouw) met die van de N.S.P. is er in de praktijk wel degelijk verschil. Bij de postduiven is de stand meer afhellend, de halzen zijn forser en naast een veel rijkere bepluiming zijn ze ook gespierder. Kort voor en na de Tweede Wereldoorlog was de Ronsenaar Maurice Delbar praktisch niet te kloppen op de grote fondvluchten. Het predicaat mooi en goed was bij uitstek van toepassing op zijn duiven. De Delbars vielen op door hun kleur (merendeels heel lichtblauwe met soms enkele witte pennen), mooi belijnde koppen en de eenheid en uniformiteit van type.
Nu meer dan een halve eeuw later voeren praktisch alle tentoonstellingspostduiven en ook de N.S.P. nog Delbarbloed. Als vliegduiven zijn ze inmiddels verdrongen door andere stammen.
Ook de zwartkrassen van Corneel Horemans uit Schoten (België) stonden in die jaren bekend om hun prachtige type. De kleur was toch minder geliefd en zij hebben als tentoonstellingsduif nooit het succes van de Delbars kunnen benaderen.
Tot 1947 werden tentoonstellingspostduiven gekeurd volgens de standaard van de Nederlandse groep van gediplomeerde keurmeesters, in dat jaar werd de standaardcommissie door de N.B.S. ingesteld, hierdoor veranderde de situatie. De door de nieuwe standaardcommissie ontworpen standaard week op meerdere punten af van de bestaande, met als gevolg dat bijvoorbeeld aan de oogkleuren en kopbelijning andere eisen gesteld werden.
Achteraf kunnen we ons gelukkig prijzen dat in die beginjaren niet gekozen is voor een extreme kopbelijning. Met uitzondering van de Nederlandse schoonheidspostduif hebben alle schoonheidspostduivenrassen sinds hun omvorming tot tentoonstellingsras veel ingeboet aan vitaliteit en vruchtbaarheid. De N.S.P. daarentegen is een van de weinige rassen waarvan men ook nu nog kan zeggen dat het door en door "sound" is. Acht tot tien jongen per koppel per jaar is eerder regel dan uitzondering. Vooral deze vruchtbaarheid maakt het ras, ook als voedsterduif, zeer geliefd.

## Interpretatie van de standaard
De N.S.P. behoort tot de vormduiven en moet voor alles type en stand vertonen. Bij het beoordelen van type en stand wordt (nog) niet gelet op onderdelen, maar gaat het om de totale indruk. Een echte fraaie N.S.P. is veel meer dan een optelling van bepaalde maten en verhoudingen, het moet een esthetisch geheel zijn, waarvan iedere beschouwer meteen onder de indruk raakt. Maar net zoals foto's en schilderijen aan bepaalde compositiewetten gebonden zijn, zo moet ook de N.S.P. aan bepaalde, in de standaard omschreven, eisen voldoen om dat gewenste beeld te kunnen vertonen.
In de standaard wordt het type (de lichaamsbouw) omschreven als fors en kort gebouwd. Die gevraagde forsheid mag niet ontaarden in grof of lomp. De grootte van een flinke postduif is voor een N.S.P. precies goed. Wat gewenst is, zijn duiven met een volle, brede en diepe borst die overgaat in een goed gevulde buik. Borst en buik moeten royaal voor en onder de vleugelbogen uitkomen. Van de voorkant bezien moeten de borstveren de vleugelbogen bedekken.
De middellange hals moet vol en breed uit de schouders komen en mooi gelijkmatig verlopen naar een slanke bovenhals. Een strakke bevedering kan veel bijdragen aan die indruk van slankheid. Bij de overgang naar de kop is een scherpe keeluitsnijding beslissend voor een goed geproportioneerde kopbelijning. N.S.P. met een zogenaamde volle keel lijken altijd te kort in de voorkop. De halsdracht dient mooi verticaal zijn, een denkbeeldige loodlijn uit het oog moet de schouderaanzet raken. N.S.P. met een vaste horizontale stand staan vrijwel altijd goed in balans en hebben automatisch de juiste halshouding. Duiven met een afhellende stand missen die balans en steken ter compensatie hun kop (respectievelijk hals) naar voren.
Rug: De N.S.P. verlangt een brede rug, breed bij de schouders maar ook de overgang naar de bovenstuit en de bovenstuit zelf moeten niet te smal zijn. Een zogenaamd zwak slot (slappe stuitbeentjes) gaat vaak samen met een te smalle bovenstuit. Bij het in de hand nemen is dat goed vast te stellen. N.S.P. die aanvoelen alsof ze als het ware uit twee delen bestaan zijn voor fok en show onbruikbaar.
Staart: De eis van een korte staart is, vooral bij doffers, vrijwel niet te realiseren. De vuistregel, dat de staart niet meer dan een duimbreedte langer mag zijn dan de slagpennen, is zelfs bij de duivinnen maar met moeite toe te passen. Ook bij de postduiven is dit niet anders. De optische indruk van een lange achterpartij wordt meestal veroorzaakt door een te smalle borst. Smalle staartveren zijn ook altijd lange staartveren. Bij het samenstellen van de fokparen moet daar rekening mee gehouden worden en worden duiven geselecteerd met brede en korte staartveren.
Vleugels: De vleugels van de N.S.P. moeten breed zijn, de rug volledig afdekken en met de slagpeneinden losjes op de staart rusten. In tegenstelling met de postduiven, waarbij de vorm en plaatsing van mantel- en slagpennen in verband met de aerodynamica vrij complex is, geldt bij de N.S.P. alleen de eis dat de pennen breed moeten zijn. Alle afwijkingen van de normale vleugeldracht, zoals een hangvleugel of onvoldoende rugdekking moeten streng bestraft worden.
Benen: De standaardomschrijving van de beenlengte, middellang, is voor de N.S.P. exact juist en geeft precies aan wat gewenst is. Die gewenste beenlengte is vrijwel altijd aanwezig, de moeilijkheid schuilt in de stand van de benen. Licht gehoekt, waarbij het bovenste gedeelte van de dijbenen verborgen wordt door de buikbevedering, geeft ongeveer weer wat als ideaal gezien wordt. Een gestrekte beenstand, waarbij het gewicht meer op de voorste tenen komt te rusten en de dijbenen helemaal zichtbaar worden doet de N.S.P. te houterig lijken. Een gedrukte houding komt ook wel voor. Indien die gedrukte houding veroorzaakt wordt doordat de kooien van boven afgedekt zijn, dan is een objectieve vergelijking niet mogelijk. Bij tentoonstellingen waar men door ruimtegebrek moet optoppen, zijn vooral de vormduiven, in de onderste kooien, sterk benadeeld. Het advies 'daar moet je ze op trainen' heeft maar een beperkte waarde.
Deformaties aan de voeten, zoals ontbrekende nagels of zwemvliezen tussen de tenen, zijn uitsluitingsfouten. Stoppels aan de loopbenen ontsieren erg en moeten voor de show verwijderd worden.
Voorkomende fouten bij het type (lichaamsbouw)
- Te smal en/of te lang in achterpartij
- Te dikke hals (gaat vaak samen met een volle keel)
- Foutieve vleugeldracht
- Te vlak in borst
- Te hoge of te lage stelling (dit kan men beter als een afwijking van de ideale stand om schrijven)

Stand: Een vaste horizontale stand, aan die eis wordt bij de N.S.P. geen enkele concessie gedaan. Een ieder weet wat met een horizontale stand bedoeld wordt maar het is moeilijk exact te omschrijven. Bij een horizontale stand is de ruglijn nog licht afhellend, maar een denkbeeldige lijn vanuit het midden van de vleugelboog naar de staart moet evenwijdig met de bodem van de showkooi verlopen. Keurmeesters zijn altijd geïmponeerd door duiven die constant een vaste stand vertonen. Van geen enkele duif kan men echter verwachten dat zij gedurende 24 uur per etmaal de door ons gewenste stand aanneemt. Een simpel aantikken met de keurstok of het even oplichten van het kooideurtje moet voldoende zijn om de N.S.P. in stelling te brengen. Duiven met een echt afhellende stand vallen meteen op, ondanks eventuele andere kwaliteiten is het predicaat G. voor hen het hoogst bereikbare.
Duiven die alsmaar door de kooi drentelen en/of duiven die zelfs met behulp van de keurstok maar met moeite de gevraagde horizontale stand vertonen, missen de vaste stand die bij dit ras wordt verlangd Voor de hoogste predicaten komen dergelijke duiven niet meer in aanmerking.
Bij die horizontale stand hoort natuurlijk de daarbij passende beenstelling, iets doorgedrukt in de hielgewrichten en een fraaie rechtop gedragen hals.
Voorkomende fouten bij de stand:
- Afhellende stand
- Een niet vaste stand
- Een stand waarbij de benen te gestrekt zijn, waardoor ze te recht en houterig lijken.

Kop: De N.S.P. behoort niet alleen tot de vormduiven het is echter ook bij uitstek een zogenaamd kopras. Bij duiven behorende tot die groep wordt ieder foutje of afwijking van de ideale kopbelijning streng bestraft.
De omschrijving van de kopbelijning in de standaard is gedetailleerd en uitvoerig en luidt als volgt: "Een fraaie harmonische kopbelijning met behoorlijke voorhoofdslengte en zeer gematigde ronding van de kop. De voorhoofdslijn loopt van de snavelpunt tot de schedeltop, met het hoogste punt midden boven het oog en zonder de minste onderbreking in een fraaie ronding verlopend naar de nek. De voorkop is wigvormig en geheeld gevuld, zonder inzinking of kneep. Ook het overige deel van de kop is harmonisch gevuld. De kop wordt fier en horizontaal gedragen."
Alle fokkers weten, dat de gevraagde kopbelijning makkelijker bij duivinnen dan bij doffers te realiseren is. Doffers hebben van nature een kortere en rondere kop met meer schedelbreedte dan duivinnen. Toch moet er voor gewaakt worden, doffers met duivinnenkoppen te willen fokken. Reeds ondernomen pogingen in die richting hebben afdoende bewezen dat met het afnemen van het kopvolume ook de gewenste forsheid van het type verloren gaat.
Kopdracht, keeluitsnijding en achterkopbelijning kan het beste beoordeeld worden terwijl het dier in de kooi staat. Bij de beoordeling van de overige koppunten moet het in de hand genomen worden. Een N.S.P. met een fraaie kopbelijning heeft een behoorlijke lengte in de voorkop, die lengte wordt bepaald door de afstand tussen ooghoek en snavel, de snavel zelf mag hooguit middellang zijn.
Bij het in profiel bekijken van die kopbelijning wordt gelet op die lengte in de voorkop en de snavelinplanting maar ook iedere onderbreking van die kopbelijning is dan duidelijk te zien. Zo kennen we snaveldruk, wratdruk, voorhoofdsdruk enz. al naargelang van de plaats waar de druk of onderbreking optreedt. De laatste jaren zien we in toenemende mate N.S.P. met hoekige niet goed afgeronde achterkoppen. Omdat dit sterk vererft moet het streng bestraft worden.
De vorm en structuur van de neuswratten tezamen met de wigvorm van voorkop en schedel wordt van bovenaf bekeken. De brug (dit is de wigvormige belijning die gevormd wordt door voorkop en schedel) moet wel vol maar niet overmatig breed zijn. Een te brede brug is meestal het gevolg van het infokken van Duitse schoonheidspostduiven en doet rasvreemd aan. De meest voorkomende fout in de kopbelijning is wel de zogenaamde kneep (het voorkopgedeelte onmiddellijk boven de wratten is dan zijdelings ingedeukt). Kneep komt vaak voor bij duiven met veel lengte in de voorkop. De fraaiste koppen zijn altijd een compromis tussen lengte en vulling. Bij jonge duiven kan men pas na het ruien van de laatste slagpen een goed gevulde voorkop verwachten.
Neuswratten: De N.S.P. dient zwak ingesneden hartvormige neuswratten met een zo fijn mogelijke structuur te bezitten. Iedere verstoring van de kopbelijning door de neuswratten is foutief en moet bestraft worden. Duiven met te diep ingesneden wratten of wratten met een te grove structuur worden in predicaat terug gezet.
Oogranden: De ideale oogranden zijn zo fijn dat ze haast onzichtbaar zijn. Ook de vorm van de oogranden is erg belangrijk, oog met oogrand moet een volkomen ronde indruk geven. Op een ovale vorm moet een aanmerking gemaakt worden. Ook de veergroei rond de ogen moet geheel aansluiten. De kleur van de oogranden moet aangepast zijn aan de veerkleur. Bij duiven met de zwartfactor, zoals zwarten, blauw-zwartgebanden en blauwkrassen wordt een licht grijze rand verlangd, bij witten, gelen en roden moet de oogrand wit tot licht vleeskleurig zijn. Vooral bij de blauwen en blauwzilvers kan men de hoogste eisen aan de oogranden stellen. Bij zwart en rood moet men in dit opzicht nog wat door de vingers zien.
Snavelkleur: Een zwarte snavel wordt verlangd bij de zwarten, holblauwen, blauwgebanden, blauw- en zwartkrassen. Een hoornkleurige snavel wordt verlangd bij de roden, gelen, rood- en geelzilvers, bij de blauwzilvers is een licht aangelopen bovensnavel toegestaan. Een licht vleeskleurige snavel wordt verlangd bij de witten.
Nagelkleur: De nagelkleur moet in overeenstemming zijn met de snavelvelkleur, één of meer witte nagels bij een andere kleurslag dan wit of bont leidt tot uitsluiting,
Oogkleur: De standaard verlangt bij alle kleurslagen (behalve wit) een oranjerode iris. In de praktijk is deze eis iets gematigder, maar bij alle kleurslagen behorende tot de zwartfactor-groep wordt een lichtend oranjerood oog verlangd. Een afwijkende oogkleur maar ook een hardgele of erg donkere oogkleur wordt als zware fout beschouwd.
Een zogenaamde correlatie- of verbandscirkel is bij de N.S.P. niet gewenst.
Veerkleuren: De N.S.P. behoren niet tot de kleurduiven en vooral het zogenaamde postduiven rood en geel is nooit zo diep en glanzend als de overeenkomstige sierduivenkleur. Bij rood en geel is de kleur van de slagpennen lichter dan de schildkleur, gekleurde binnenvanen zijn toegestaan. Bij de gebande kleurslagen wordt een egale en schone schildkleur verlangd, met smalle intensief gekleurde banden zonder roest of peper. Een witte rug bij holblauw, blauwgeband, blauw- of zwartgekrast wordt met één predicaat aftrek bestraft. Ook op de buikkleur moet worden gelet, vooral bij de blauwe kleurslagen kan men vaak een afwijkende te lichte buikkleur vaststellen. Al naar de mate van de afwijking moet dit worden bestraft.
Donker en donkergezoomd zijn niet erkend, blauw- en zwartkrassen wel, ook deze kleurslagen mogen geen roest in de schilden vertonen.